# Elezioni regionali in Sicilia del 1955
Le elezioni per il rinnovo dell'Assemblea Regionale Siciliana si sono volte il 5 giugno 1955. L'affluenza è stata dell'86,9%.
Al termine delle consultazioni, l'incarico di presidente della Regione venne affidato per la seconda volta al democristiano Giuseppe Alessi (che aveva già svolto tale incarico dal 1947 al 1949). Nel 1958 sarebbe nato il governo guidato da Silvio Milazzo.

## Risultati
| Partito                            | Partito                                                 | Risultati | Risultati | Risultati | Seggi | Seggi   |
| Partito                            | Partito                                                 | Voti      | %         | ±         | Num   | ±       |
| ---------------------------------- | ------------------------------------------------------- | --------- | --------- | --------- | ----- | ------- |
|                                    | Democrazia Cristiana                                    | 897 397   | 38,58     | 7,38      | 37    | 7       |
|                                    | Partito Comunista Italiano                              | 482 793   | 20,76     | n.d.      | 20    | n.d.    |
|                                    | Partito Nazionale Monarchico                            | 239 482   | 10,30     | 1,99      | 8     | Stabile |
|                                    | Partito Socialista Italiano                             | 225 730   | 9,70      | n.d.      | 10    | n.d.    |
|                                    | Movimento Sociale Italiano                              | 222 419   | 9,56      | 3,26      | 9     | 2       |
|                                    | Partito Liberale Italiano                               | 91 980    | 3,95      | 2,21      | 3     | 2       |
|                                    | Alleanza Democratica Socialista Repubblicana (PSDI-PRI) | 60 212    | 2,59      | 3,42      | 2     | 1       |
|                                    | Partito Monarchico Popolare                             | 56 263    | 2,42      | n.d.      | 1     | n.d.    |
|                                    | Partito Socialista Democratico Italiano                 | 12 139    | 0,52      | n.d.      | -     | n.d.    |
|                                    | Altre liste                                             | 37 627    | 1,62      | n.d.      | -     | n.d.    |
|                                    |                                                         |           |           |           |       |         |
| Iscritti                           | Iscritti                                                | 2 736 078 | 100,00    |           |       |         |
| ↳ Votanti (% su iscritti)          | ↳ Votanti (% su iscritti)                               | 2 377 924 | 86,91     | 5,22      |       |         |
| ↳ Voti validi (% su votanti)       | ↳ Voti validi (% su votanti)                            | 2 326 042 | 97,82     |           |       |         |
| ↳ Schede non valide (% su votanti) | ↳ Schede non valide (% su votanti)                      | 51 882    | 2,18      |           |       |         |
| ↳ Astenuti (% su iscritti)         | ↳ Astenuti (% su iscritti)                              | 358 154   | 13,09     |           |       |         |